# Heterotheca fulcrata
Heterotheca fulcrata là một loài thực vật có hoa trong họ Cúc. Loài này được (Greene) Shinners mô tả khoa học đầu tiên năm 1951.